# 巖壁盜龍屬
巖壁盜龍屬（意即「牆壁強盜」）或譯牆盜龍，是獸腳亞目大盜龍類的一屬肉食性恐龍，發現於阿根廷巴塔哥尼亞內烏肯群的巴羅薩組。已知化石包含部分頭骨、肋骨、部分骨盆、腿部和其他骨骼。

## 敘述

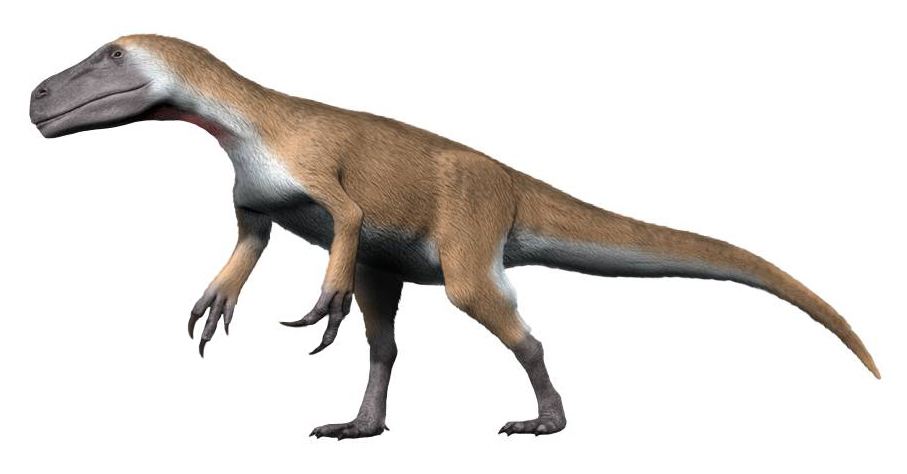
復原圖

巖壁盜龍的模式標本估計長約6.4公尺，根據腦殼縫線尚未癒合推斷為未成熟個體，因此成熟後體型可能更大。巖壁盜龍提供了過去大盜龍類未發現的骨骼部位（尤其是頭骨和骨盆）的進一步資訊。對於後部頭骨的分析表明，巖壁盜龍可能和近親大盜龍一樣，也具有長而狹窄的口鼻部。
科里亚和柯里提出了一些巖壁盜龍的鑑定特徵：淚骨上葉長於下葉；下頜中，上隅骨的外部形成骨蓋、前上隅骨開口及齒骨後上部之間的凹槽有側關節；肋骨中空呈管狀；坐骨短、轉折平坦、垂直略寬。後兩項特徵是自衍徵。
此外還有一個獨特的特徵組合，但這些特徵本身並不獨特：腦殼基結突位於基蝶骨前下側，而隱窩底面凹陷深部的斜口向上並朝後；基蝶骨在塊狀基動脈和基結突之間形成一個淺而寬的缺口；人字骨直。

## 發現及命名

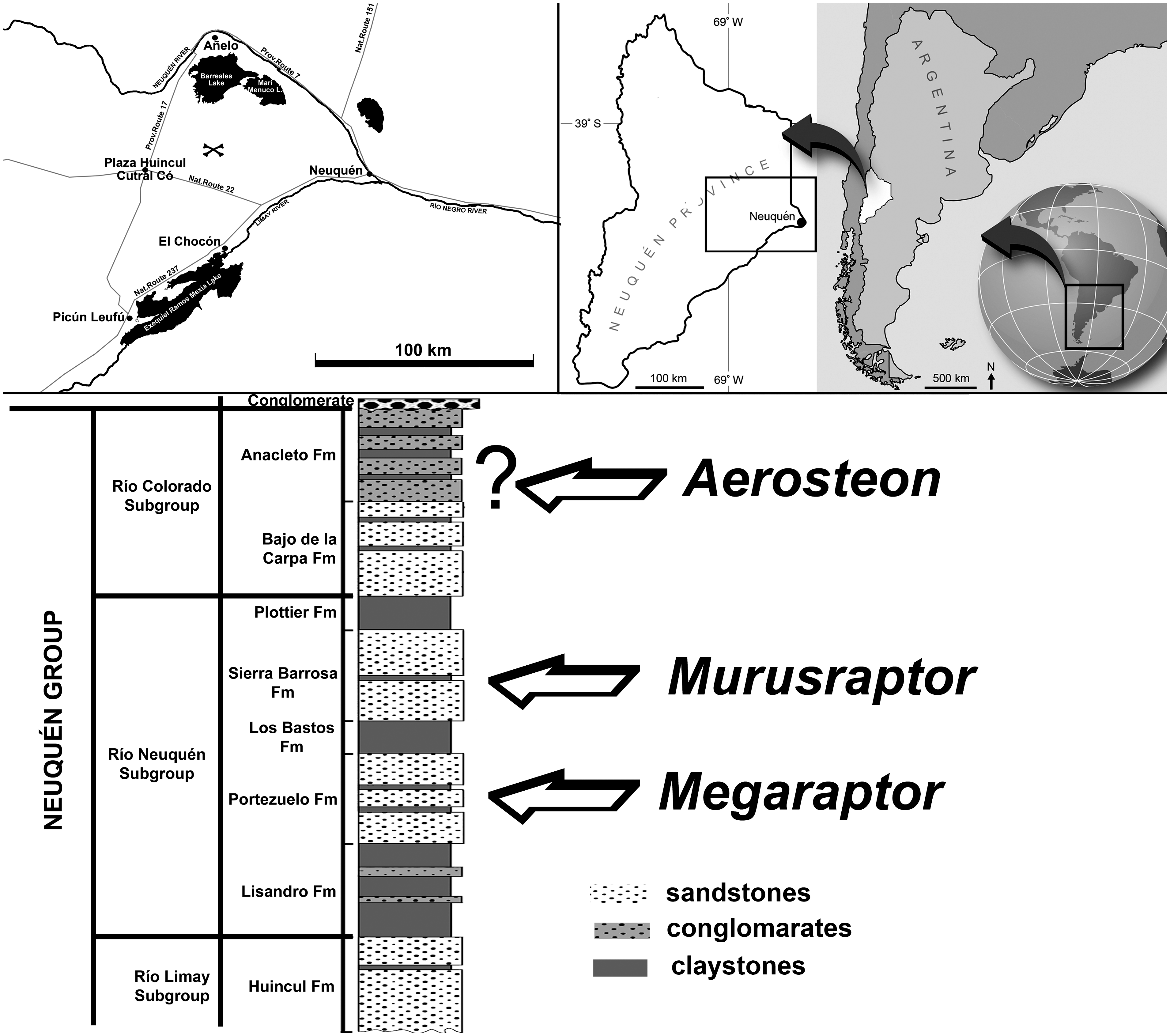
模式標本的發現地點及地質構造，其中可以看到大盜龍（下）、巖壁盜龍（中）、氣腔龍（上）出土的層位

2001年，卡門富內斯博物館（Museo Carmen Funes）的標本師Sergio Saldivia在普拉薩溫庫爾（Plaza Huincul）東北方30公里處的山谷壁上發現了一種新的獸腳亞目，並於當年及次年將標本進行保存。

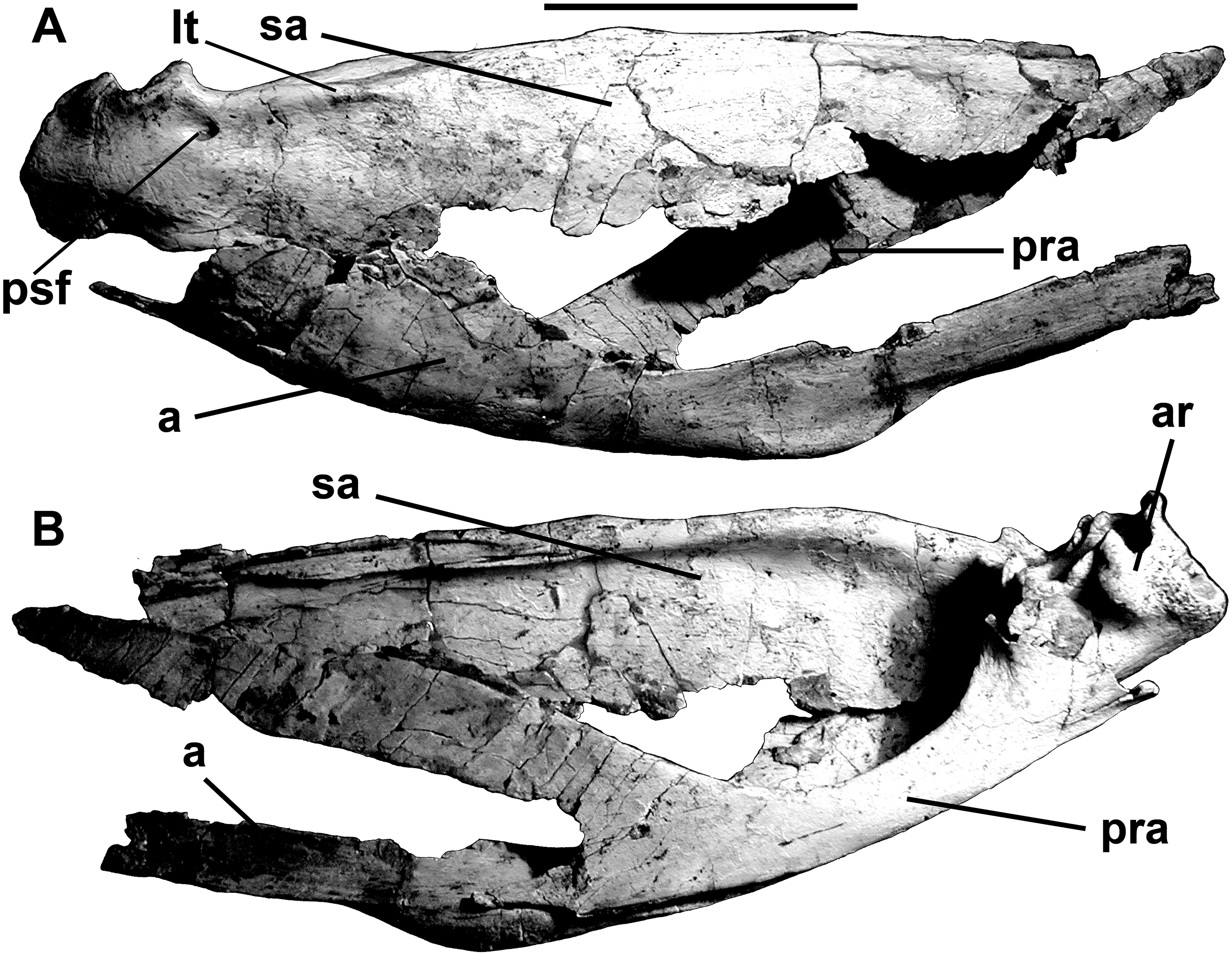
下頜後部

2016年，模式種巴羅薩巖壁盜龍（Murusraptor barrosaensis）由罗多尔夫·科里亚與菲利普·柯里正式命名及敘述。屬名由拉丁文的murus（牆、壁）源自發現地山谷的岩壁，以及raptor（盜賊）組成。種名則指發現地Sierra Barrosa。
模式標本（編號MCF-PVPH-411）出土於巴羅薩組地層，地質年代約為科尼亞克階。是一個未成熟個體的部分頭骨及其他骨骼，修復的部分包含：帶有額骨及頂骨的完整腦殼、右淚骨、前額骨、眶後骨、方骨、翼骨、副翼骨、外翼骨、31顆牙齒、右下頜後部、12節背椎、薦椎和尾椎、11根胸肋、單個脈棘或人字骨、幾個腹肋、第三指爪、完整的左髂骨、部分右髂骨、兩根恥骨的近端、坐骨的末端、右脛骨、還有一塊跟骨。

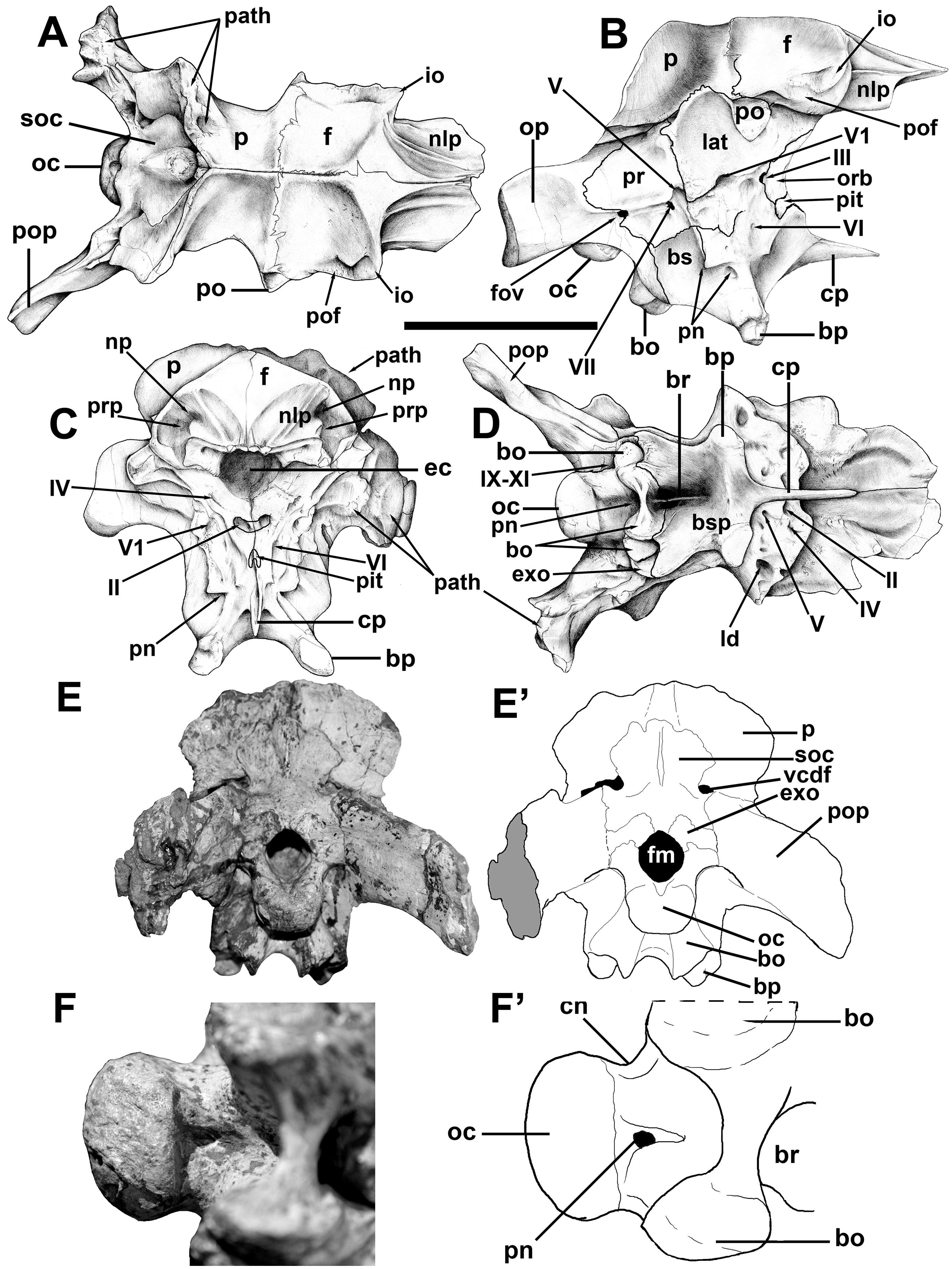
腦殼的照片和描繪，E處可以明顯地看到左半邊變形

## 分類
巖壁盜龍屬於大盜龍類，是一群分類充滿爭議的大型掠食性恐龍。最早一度誤認為馳龍科，後來在肉食龍下目異特龍超科或虛骨龍類暴龍超科兩類之間拉據。儘管巖壁盜龍的發現未能澄清所屬的確切位置，卻提供了大盜龍類解剖學的進一步可能性，進而影響大盜龍類在獸腳亞目系譜樹的演化位置。

## 古生物學

### 病理學
巖壁盜龍的模式標本顯示左側腦殼嚴重感染的跡象。顱骨頸嵴前面和下面可以看到兩個可能由其他獸腳類留下的齒痕。因感染導致枕骨整個左側變形。一些肋骨也被感染。這些感染是否造成其死亡仍未能知曉。